# Слатинику Мик (Мехединци)
Слатинику Мик (рум. Slătinicu Mic) насеље је у Румунији у жупанији Мехединци у граду Стрехаја. Место се налази на надморској висини од 161 m.

## Становништво
Према подацима из 2002. године у насељу је живело 122 становника, од којих су сви румунске националности.